# カミーユ・ビダン
- 機動戦士Ζガンダム > 機動戦士Ζガンダムの登場人物 > カミーユ・ビダン
- 機動戦士ガンダムΖΖ > 機動戦士ガンダムΖΖの登場人物 > カミーユ・ビダン

カミーユ・ビダン (Kamille Bidan)は、アニメ『機動戦士Ζガンダム』に登場する架空の人物で、同作品の主人公。エゥーゴのモビルスーツパイロット（階級は中尉待遇）で、宇宙世紀を舞台とするガンダムシリーズにおいて史上最高のニュータイプ能力を秘めた少年。続編『機動戦士ガンダムΖΖ』などにも登場する。担当声優は飛田展男。
本編開始時点で16歳。血液型はAB型。公式設定は身長168.2cm、体重59.5kg。星座はさそり座。家庭が不仲。得意なものは物理、工学関係。趣味は機械いじり。

## 経歴及び劇中での活躍

### グリプス戦役以前
生い立ち
宇宙世紀0070年（初期設定では0069年）11月11日、父フランクリン・ビダン、母ヒルダ・ビダンの長男として生まれ、後にサイド7（グリーン・ノア）に移住する。劇中では、出生地は語られていないが、小説版では地球（東京近郊のニューシートかニイザシティ）で生まれたとされている。一人称は基本的には「僕」で時折「俺」を使う。劇場版では「僕」を使うことのほうが多い。
両親はともに地球連邦軍の技術士官で、家庭よりも仕事を優先し、カミーユに無関心だった。カミーユは両親から十分な愛情を受けることができず、孤独な幼少期を過ごすことになる。父は不倫にふけり、母はそれに気づきながらも仕事に打ち込むためにそれを黙認した。夫婦仲は冷え切っており、子どもの前でも口論を始めるような荒んだ家庭であり、両親は時に子どもを夫婦関係をつなぎとめる道具として扱った。このような不安定で歪んだ家庭環境はカミーユの人格形成に強い影響を与えており、生まれ持った感受性の鋭さや高い知性も相まって、カミーユは非常に繊細で感情の起伏が激しい性格へと成長していく。
ハイスクール時代
カミーユの通う学校は、技術のエリートたちの子弟の集団であり、学科のレベルも高く、望めばエリート・コースに登れる。その学校内で、カミーユの父の愛人の噂は周知の事実だった。
カミーユは、教師たちからは成績優秀で模範的な生徒と見られているが、同級生からは少年とも少女ともつかない中性的な美しい容姿から「石の少女」と陰口を言われている。またファと一緒にいるところを「エス（女性の同性愛者）」とちゃかされている。そのため「カミーユ」という自分の名が女性的であることに劣等感をもつ。カミーユは周囲の生徒からの中傷を無視してやりすごいている。
こうした反発から、小型飛行機であるホモアビスやジュニア・モビルスーツなどに熱中したり（MSの大会では優勝するほど）、ハイスクールでは空手部（この設定を反映し劇場版ではMS戦は蹴り技を見せるシーンが増える）に所属したりするなど、「男性的」な趣味に傾倒していく。序盤に衝動的な行動に出がちなのも、「そうしなければ男らしくない」という意識の裏返しであり、この「男らしさ」への過剰な執着は、後にフォウとの出会いを通して自らの中にある女性性を受け入れることをきっかけに解消されていく。
シャアやニュータイプのことはアングラの本を読んで伝説としてそれなりに知っていたという。
物語開始時点で無自覚だが既にニュータイプとして覚醒している。1話からコロニーの外にいるシャアでも感知できるほどのプレッシャーを放っており、読心までしており宇宙を幻視している、歴代でも珍しい主人公。
直感的に誰よりも正確にことの本質を見抜くが、それが他者には理解不能であったりエキセントリックに見える。

### グリプス戦役（『機動戦士Ζガンダム』）
エゥーゴへの逃亡
宇宙世紀0087年3月2日、ホワイトベースのキャプテンだったブライト・ノアが指揮する旅客用小型シャトルであるテンプテーションが入港したため、彼に会いに行くべく仮病を使って空手部をサボり、ファとともにグリーン・ノアの宇宙港へ向かうが、同僚であるカクリコン・カクーラーを迎えに来ていたティターンズの将校ジェリド・メサに「女性的な名前」を馬鹿にされたことをきっかけに、彼の悪意をニュータイプ能力で読心して激昂し、ジェリドを殴りつけMPに逮捕される。ジェリドの操縦するガンダムMk-IIの墜落事故のどさくさに紛れて脱走し、偶然始まったエゥーゴによる同機の強奪作戦に個人的なティターンズとMPへの復讐心から加担し、そのままエゥーゴのクワトロ・バジーナ（シャア・アズナブル）らと共にグリーン・ノアを脱出する。
アフレコ段階で削られたが、元々の台本では、カミーユがMPに強い敵意を抱いたのは、MPが「お前は美少年だからブレックスの男妾なんだろう」という迫り方をして、カミーユに欲情までしたからである。また、小説でもMPから女に言い寄るような声音で声をかけられている。劇場版では、サラを尋問する前に、カミーユがMPに尋問された時に「気持ちの悪い」ことをされたという趣旨の会話が追加されている。
両親との死別
上記の行動により、ティターンズに協力していた両親がバスク・オムによって人質にされてしまい、簡易カプセルに閉じ込められた母ヒルダはジェリドのハイザックに撃たれてカプセルを破壊され、生身のまま宇宙に放り出される。父のフランクリンは一度は救出されるが、彼はアーガマからリック・ディアスを強奪、そこをエゥーゴとティターンズの戦闘に巻き込まれ死亡し、結果的に両親を失う結果となる。これによりティターンズの本質を知ったカミーユは、ティターンズと戦う決意を固めていく。
ガンダムMk-IIの専属パイロットに
エゥーゴの指導者であるブレックス・フォーラや、ヘンケン・ベッケナー、クワトロらからニュータイプとして天賦の資質があると見込まれ、エゥーゴの正規パイロットになることを薦められる中、MSの訓練を受けていない民間人であり、ガンダムとザクに比べてさほど性能差の無いガンダムMK-IIで、連邦軍のベテランパイロットであるライラ・ミラ・ライラのガルバルディを撃墜するという戦果を挙げ、アーガマのクルーからはアムロ・レイの再来と称される（ただし、カミーユとしてはアムロと重ねられるのは迷惑だったらしく、アムロ本人に出会ったときにそれを打ち明けている）。それ以来カミーユは、ガンダムMk-IIの専属パイロットとなり、ニュータイプの資質を開花させていく。また、同じ時期に、ティターンズより転向したエマ・シーンの窮地を察知し、それを救うという活躍を見せる。
だがその一方で、エゥーゴのスポンサーであるアナハイム・エレクトロニクスから社長の意向を伝えに来たウォン・リーに、ハロの修理に専念していたためミーティングに遅刻したことをとがめられ、それに対し謝罪どころか反論して怒りを買い殴打による「修正」を受けたにもかかわらず、しばらくの間そのことからふてくされた態度をとって、クワトロととエマからも前者では「軍とはああいうもの。殴られたくないなら、自分のミスを無くせ」、後者では「自分の都合で大人と子供を使い分けないで」と叱責を受けるなど精神的に未熟な面も多々ある（テレビ版のみ）。
地球への降下
同年5月、ジャブロー基地への攻撃作戦のため地球に降下し、地球連邦軍の守備隊やジェリドらティターンズと戦うが、ジャブローの地下に核爆弾が設置されていることがわかると地上での支援組織「カラバ」と合流して脱出する。この戦いでも、先に地上に降下したものの囚われの身となっていたレコア・ロンドの居場所を神がかり的なニュータイプ能力で感知し、一緒にいたカイ・シデンとともに救出する活躍を見せている。
その後、宇宙への離脱を図る中でアムロ・レイやカツ・コバヤシらと出会う。その出会いの中で、あくまで自分の正体を明かそうとしないクワトロの、逃げ隠れするような姿勢に苛立ちを隠せないカミーユは、「修正」と称して殴りかかる。なお、劇場版ではハヤト・コバヤシとカイとの会話から正体がシャア・アズナブルであることを察し、殴りかかってはいない。
フォウとの出会い
その後、ニューホンコンでブライト・ノアの家族とも出会い、カラバのアウドムラ追撃の指揮を執っていた連邦軍のベン・ウッダーにより彼らとアムロが人質になった際には、マリン・ハイザックと交戦し、これを撃破して人質奪還のきっかけを作るという活躍を見せるが、敵側の強化人間・フォウ・ムラサメとの運命的な出会いは、地球に降りたカミーユにとって大きな出来事となる。
彼女と出会い、淡い恋に落ち短いデートの中で口付けを交わすほどの仲となるも、サイコガンダムのパイロットである彼女と戦うことになる。しかし、互いに名前へのコンプレックスを持っていたことからカミーユはフォウとの交戦中、彼女に心中を打ち明ける。それに応えたフォウの捨て身の行動と、アムロ達アウドムラのクルーの援護によって宇宙へ離脱。フォウと別れる直前カミーユは、彼女に対して初めて、今までコンプレックスだった自分の名前が好きだと告げる。また、これを機に「男らしさ」への執着から開放され、自らの中の女性性を受け入れてから、初期に見られた衝動的な傾向は薄まり、優しさや共感性の高さを示すようになっていく。
Ζガンダムの専属パイロットに
宇宙に戻ると彼自身の意見も設計に反映されたΖガンダムが新たに配備され、カミーユの愛機となる。これにより、それまでガンダムMk-IIが自身のニュータイプ能力についていけず、敵機との機体スペック差により劣勢を強いられていたカミーユは、驚異的なスペックアップを果たすことになる。また、この頃には殺した敵兵を弔うため、自室に手作りの祭壇を作っている。
フォウとの再会、そして死
同年11月、クワトロと共に地球へ降下し、キリマンジャロ基地への攻撃作戦に参加するが、そこで死んだものと思っていたフォウと再会。以前より洗脳が強化されているが、必死の説得で心を取り戻した矢先にジェリドの攻撃からカミーユをかばい、フォウは絶命する。彼女の死はカミーユの心に大きな傷を残すことになり、一部始終を見ていたシャアとアムロは、7年前と同じ過ち（ララァ・スンの死）を予感しながら防げなかったことを後悔する。そしてカミーユは、彼女の死をきっかけにニュータイプとして自分に与えられた役割を意識し、そして地球圏の現状に向かい合うようになる。。
ハマーンとの戦闘
宇宙世紀0088年2月2日、再び宇宙へ上がったカミーユは、「アクシズ」からグリプス2（コロニーレーザー）を奪取するためのメールシュトローム作戦において、ハマーン・カーンの駆るキュベレイと交戦。戦闘中、ニュータイプ同士の精神的邂逅を起こし、ハマーンへのとどめをためらい、ハマーンを討ち取り損ねてしまう。その後、小惑星アクシズ周辺空域で、一度はカミーユを兄と慕ってきた強化人間のロザミア・バダムと交戦。精神が崩壊したロザミアの姿にフォウの幻影を見る中で、アーガマを守るため止むなく撃墜する。
グリプス戦役の最終決戦
2月21日、グリプス戦役の最終決戦。カツやヘンケン、エマなど親しい人間だけでなく、ジェリドやレコアといった敵味方問わず生命が次々と散っていく激戦の中で、カミーユのニュータイプ能力は人々の死の思いや叫びを受け止め続け、もともと繊細で不安定だったその心は苦悩と怒りの限界に達しようとする。その苦悩と怒りは、グリプス2内でのクワトロ、パプテマス・シロッコ、ハマーンらの身勝手な言い争いを聞かされ、バスクたち身勝手な大人たちに反抗した彼らもまた身勝手な大人と化してしまったことを目の当たりにして幻滅することで、さらに高まる。
そしてついにカミーユは、死闘の末に一番許せない相手であったシロッコを撃破するが、同時にシロッコの断末魔と共に発せられた謎の青い光を浴びる。
精神疾患を発症
己の能力が強大になりすぎるとともに宇宙に満ちる多くの人の死の思念を感じ、真空状態でヘルメットのバイザーを開いてしまうなど、既に危険な兆候が見られていたカミーユは、シロッコの断末魔の悪意まで自分の精神に取り込んでしまい、ついに精神疾患を発症する。ファ・ユイリィの呼びかけも聞こえず、モビルスーツの爆発を宇宙空間の星々と見間違えて無邪気に喜ぶ。ゲーム版ではそれを感じ取ったシャアにもある種の絶望や怒りを植え付け、ハマーンとの決別や連邦の腐敗と併せて地球人類の粛清へのきっかけにもなった。
2006年3月に公開された劇場版『機動戦士ΖガンダムIII A New Translation -星の鼓動は愛-』では、無限にニュータイプ能力を拡大させても精神疾患を発症せずに戦いを終え、無事に帰還する。また、劇場版ではガンダムMk-IIは大破に留まらず完全に粉砕されて喪失となったため、カミーユからジュドー・アーシタがニュータイプ能力とΖガンダムを譲り受ける形で戦う続編『機動戦士ガンダムΖΖ』のシナリオにつながらなくなっている。なお、劇場版の外伝漫画『機動戦士Ζガンダム デイアフタートゥモロー ―カイ・シデンのレポートより―』では、帰還後はティターンズの残存勢力の掃討を行ったとされる。

### 第一次ネオ・ジオン抗争（『機動戦士ガンダムΖΖ』）
アーガマから地球へ
グリプス戦役直後、カミーユはアーガマ艦内でファに介護されながら精神疾患の治療を行っていたが、アーガマがサイド1のコロニー、シャングリラに寄港した際に下船し入院する。その直前に初めてジュドー・アーシタと出会ったカミーユは、ジュドーの手を握ることで彼に宇宙のビジョンを観せ、彼に力の一部を譲渡し、彼をニュータイプとして覚醒させ、さらにはΖガンダムに乗るようにも思念で彼を導く。
アーガマがシャングリラを出て補修ドック艦ラビアンローズに辿りつくまでの戦闘で、メタスで出撃したファは、被弾しそのままシャングリラに流され、カミーユのもとへ戻る。しばらくしてから治療に専念するためファと共に地球へ降り、ダブリンの病院で看護師の手伝いをするファに引き続き介護を受ける。
第一次ネオ・ジオン抗争の後半
第一次ネオ・ジオン抗争の後半、地球に降りたアーガマは、ダブリンに停泊する。アーガマを狙うグレミー・トトの部隊が襲撃をかけ、爆撃に晒された際、ファはカミーユを連れて街から避難しようとするが、カミーユは病室を抜け出してしまう。ファの頼みでアーガマのパイロット達は、カミーユ捜索のためにダブリン中に散るが、アーガマに迫るグレミーのプレッシャーを感じたエルピー・プルが、未整備のガンダムMk-IIで単機でグレミーの艦に向かってしまう。そこで窮地に陥ったプルにカミーユは思念の「声」を送り的確な指示を送り続ける一方、ジュドーたちにプルの危機を知らせて集結させる。アリアス・モマ率いる量産型バウの部隊の猛攻で追い詰められたプルに、ガンダム・チームの救援が間に合い、カミーユの思念の助言によって激戦の中でΖΖガンダムにドッキングし、アリアス隊を撃退する。その後プルの導きで無事カミーユは発見され、一旦アーガマに収容される。
しかしその直後、ネオ・ジオンのダブリンへのコロニー落とし作戦が発覚し、アーガマは住民の救助に向かうが、カミーユはコロニーが落ちてくることを感知し「空が落ちてくる」という極度の悲壮感に襲われる。共同で作戦を行うため合流したカラバのハヤト・コバヤシの配慮で、ファと共にグラスゴーに降下する。降下直前、カミーユは見送るジュドーたちに再び宇宙のビジョンを見せて無言のメッセージを送り、彼らに後を託す。結局ラカン・ダカラン部隊の攻撃やコロニー落下で、ダブリンで多くの人命が失われ、また悲しみを感じることになるが、ファに支えられ再び宇宙へ上がるジュドーたちを見送る。
戦争終盤～精神疾患の寛解
戦争終盤、グレミーが自分の正当性を振りかざし、大義なき者は去れと迫ったとき、明確に言葉になりきらない怒りを感じたジュドーに、カミーユは戦う理由を意思で伝え、ジュドーはその声に後押しされ、自らの血筋による支配のために戦火を広げるグレミーのエゴイズムを指摘し、ザビ家の血もまた地球が生んだ一つの生命に過ぎず、その地球を再生させるために人類全体がやり直さなければならないと反論する。ジュドーとハマーンの最終決戦では、行動不能になったジュドーのコア・ファイターに、ガンダムに関わった人々とともに思念のエネルギーを送り、再合体させる。
最終話では、海岸でファと走り、精神疾患が寛解に向かうことを予感させる描写がなされた。
なお、シャアとアムロの最終決戦である劇場版『機動戦士ガンダム 逆襲のシャア』にはカミーユは登場しない事を映画公開前イベントの質問コーナーでファンに問われており、総監督の富野由悠季は「予算の都合で出せませんでした。でも、好きな人はあまり出したくないとも思ったんです。」と答えている。同映画の小説作品である『ハイ・ストリーマー』において名前だけが登場している。それによるとシャアと再会したアムロは「カミーユ・ビダンと言う少年を狂わせた」ととがめ、そばに居ながらカミーユを救ってやらなかったシャアに対し激しい怒りと悲しみを感じている。
漫画『機動戦士ガンダム ムーンクライシス』では、宇宙世紀0099年頃には医者となっており、月面のグラナダ市でファと共に生活しているとされる。

## 史上最高のニュータイプとして
最高のニュータイプ能力
比類なき天性のニュータイプであり、ガンダムの公式設定や総監督である富野由悠季の評価ではカミーユは宇宙世紀史上最高のニュータイプ能力を持つとされている。
劇中では味方から「アムロ・レイの再来」と評価されパイロットとしても目覚ましい活躍をあげ、アムロ本人もカミーユの事を「自分以上にニュータイプとして見込みがある」とその資質の高さを認めている（18話にて）。
公式ガンダム情報ポータルサイト「GUNDAM.INFO」や多数の設定資料集やアニメ誌での解説によれば「カミーユは宇宙世紀に登場した数多いニュータイプの中でも、最高のニュータイプ能力の持ち主である」と評される。
2018年3月発売のカミーユ・ビダン×ぴあにおいて優しすぎた最高のニュータイプ ―カミーユ・ビダンと謳われている。
2020年8月2日のYahoo!ニュースに掲載されたアムロとシャア…頂上決戦の結果は!? ガンダムシリーズ「最強パイロット」ランキング（宇宙世紀編）においてガンダムの生みの親である富野由悠季氏は、カミーユについて「宇宙世紀史上最高のニュータイプ能力の持ち主」と公に評している。
2023年8月25日のYahoo!ニュースに掲載された『機動戦士ガンダム』パイロット能力はアムロが上も…ニュータイプ能力では「カミーユ最強説」が根強いのはなぜ？にてサンライズ公式と富野監督が認定している「最強のニュータイプ」がいる。それがカミーユ・ビダンなのだ。と記載されている。
2021年3月11日発売のサンライズ監修・協力で出版されたガンダム41年計59作全映像作品ガイド「ガンダムヒストリー」にて公式にて最高のニュータイプ能力を持つとされると謳われている。
2021年4月30日に出版されたサンライズ監修で制作された機動戦士ガンダム・ニュータイプ伝説において宇宙世紀シリーズ全ニュータイプキャラクターの中で史上最高のニュータイプ能力を持つと評価されている。
2021年9月発行、kotoba2021 年秋号No.45 人類は「ニュータイプ」になれるのか 富野由悠季インタビュー71ページにおいて「カミーユが今まで描いてきたニュータイプの中で最高のニュータイプ能力者であると述べた理由にほんの短い期間ではありましたが、カミーユに全能者を目指させようと思ったことがありました。だけど、現代の我々と大きく変わっていない近未来の人間に、全能を目指すだけのキャパシティーはありません。結果としてカミーユの精神は崩壊しました。カミーユ自身の意思で全能者を目指したわけでありません。少なくともそのような描写は劇中ではしていないはずです。ただ明らかに戦闘者としての能力が傑出していたために本人の人間的な限界を超えたものを負わされ続けて人間としての成長過程も、意思を強靭にするための時間的猶予も与えられず全能者への道以外の選択肢が閉ざされていきます。またまず全能型ニュータイプなど絶対に生れないと言っておきます。」とも語っている。
双葉社の『ガンダムの常識 ガンダムなんでもランキング モビルスーツ篇』の（もっとも強いパイロットは？）ニュータイプ編というランキングにおいて、カミーユは一位を取っている。その項目のなかで富野由悠季監督によると最強のニュータイプはカミーユであると説明されている。
サンライズが運営する公式ガンダム情報サイトにて、感受性が強く最高のニュータイプとして覚醒をしていくが、その能力ゆえに多くの人々の思いを受け止め、TV版では精神的に限界を迎えると評されている。
『富野由悠季の世界展』においては、富野由悠季は次のように語っている。「僕はこれまでに何度もカミーユ・ビダンを最高のニュータイプ能力者だと言ってきた。それは、カミーユに『まっとうき全体』を身に着けさせようと考えたことがあるからです。しかし、人間には『まっとうき全体』を受け入れるだけの器がありません。だからこそ、カミーユの心は壊れてしまった。彼自身が、その道を選んだのです。」
2014年12月に発売された「ガンダムUC証言集」に収録された福井晴敏氏の「ニュータイプ考察・試論で私論」(後に機動戦士ガンダムNTの公開を記念して販売された「ガンダム宇宙世紀メモリアル」にも再録)において歴史上、最も真のニュータイプに近づけたのはカミーユ・ビダンをおいて他にいないと福井氏は解説している。
ニュータイプとして強すぎる力に押しつぶされる
TV版におけるカミーユは初期から無自覚に高いニュータイプ能力を有しており、戦いの中でニュータイプとして覚醒していくのとは逆行して、その高いニュータイプ能力から彼の精神は鬱屈、疲弊していき、最終的にはシロッコとの最終決戦を終えて精神崩壊に陥ってしまう。
宇宙世紀の中でも最も優れたニュータイプ能力を持つがその力を制御できず悲劇的結末を迎えたカミーユは失敗したという見方もされている。
Ζガンダムのプロデューサーを務めた内田健二によれば、自分の強すぎる力によって自滅したカミーユは失敗例でもありシロッコやハマーンといったニュータイプの力に敗北してしまったと説明している。
一方で新訳劇場版でのカミーユについて富野は、月刊マガジンのインタビューにて、「学習が出来、本当の意味でのニュータイプとなれたカミーユと比べれば、ニュータイプの代表例であるアムロでさえも、学習がないためオールドタイプとして死んでいくしかない」と評価している。
ニュータイプ同士の関係
初めて恋心を抱いた女性フォウとの出会いと悲劇的な別れは、特に重要なエピソードとして描かれている。ひたむきに向き合い続け、最後には解りあうこともできたフォウだが、自分の腕の中でその最期を見届けなければならなかった。それでもカミーユは悲しみを受け止め、その直後のティターンズを糾弾するシャアの演説を妨害から守るなど、フォウの死を無駄にしないために戦い続ける。そんなカミーユに、アムロは自分やシャアが見出すのに7年もかけた「行動する」という答えを実践できていると賛辞を送ったが、心に深い傷を残したことに変わりはなかった（38話にて）。
その後、ハマーンとはニュータイプ同士の精神邂逅を持ち、お互いの心の深奥の望むものを見て、カミーユはハマーンとも解りあえる可能性があると思ったが、ハマーンは自分の心に土足で踏み込まれたことに怒り精神邂逅を自ら拒絶したため、意識の共有ができても解り合うことはできなかった。その一方、植えつけられた偽りの記憶だが、自分を兄と慕うロザミアにはフォウの面影を見てしまう。そのロザミアも強化人間の呪縛から逃れられず、カミーユを敵と認識して襲い掛かるが、カミーユは自ら手を下すことでしか苦しむロザミアを救うことができなかった。この頃、度重なる戦いのために限界に近づいていたカミーユは、自分の能力も結局は戦争の道具でしかないのではないか、また戦争という大きな流れの中では自分もなすすべがないという心情を、「ニュータイプにできることといえば人殺しくらいなもの」という言葉で表現する（48話にて）。
グリプス戦役
グリプス戦役の最終局面では、カツ、ヘンケン、エマといった身近な人間が目前で次々と命を散らし、自らもジェリドら、立ち塞がる者の命を次々と奪っていってしまう。戦いの果ての平和に希望を持ちながら、本来は戦争自体を嫌悪していたカミーユは、その先鋭化しすぎた感覚によって戦場全体の悪意、哀しみ、人の死をより強く感じ取り、ヤザン・ゲーブルのような殺戮を愉しむ者への激情によっても精神をすり減らしていく。戦いと怒りを重ねるごとに無制限に肥大化していくニュータイプ能力は、疲弊しきったカミーユの精神を押し潰そうとする。
最終的にカミーユは、戦争を傍観者としてコントロールするシロッコこそ元凶と見て、この戦争で死んでいった人々のためにも討つことを誓い、死んでいった者たちの思念を自分の精神に取り込むことによってシロッコを討ち果たすが、その結末は周知の通りで、大きくなりすぎた自分の力が疲弊した精神を凌駕し、シロッコの断末魔の業想念という最後の一押しによって、精神疾患を発症してしまう。「いくらカミーユのニュータイプ能力が最も高くても、人間の限界なんてそんなものです。だからカミーユは気が触れるしかないんです」との富野の言葉にあるように、カミーユはその才能のために、テレビアニメ『機動戦士Ζガンダム』では悲劇的な結末を迎えたことになる。
精神疾患の発症後
精神疾患を発症はしたが、続編である『機動戦士ガンダムΖΖ』にも重要な役割を持って登場する。無論パイロットなどできるわけもなく、ファ・ユイリィや、ハヤト・コバヤシ、ガンダム・チームの少年達やアーガマのクルーなどに助けてもらいつつ生活することになる。
普通の人間のように生活し、意志を表現できなくても彼のニュータイプ能力は健在で、その能力をジュドー・アーシタに譲渡しニュータイプとして覚醒させ、ジュドー・アーシタやエルピー・プルだけでなく、ガンダム・チームの少年、少女達によきアドバイスや指揮を、言葉ではなく思念を送ることにより助ける。ジュドーはグレミー・トトとの決戦において、互いの戦いに対する理念について論破されそうになり身動きが取れなくなっていたが、カミーユは遠く離れたジュドーに「理不尽に対して感じた怒りこそが戦う理由だ」と思念で告げ、それが精神的にジュドーがグレミーに逆転するきっかけを与え、グレミーに打ち勝つ助けとなった。その後の、最終決戦であるジュドーとハマーンの一騎討ちにおいても、地球からのカミーユの思念のエネルギーが、今は肉体を持たないニュータイプ達の力と共にジュドーに届き、勝利させる。最後には精神疾患の寛解を予感させる彼が、ファと地球で海辺を走っている様が見られる。
新たなニュータイプの理想像
テレビアニメ『Ζ』『ΖΖ』においてカミーユの物語が語られてから約20年のときを経て、劇場版『機動戦士Ζガンダム A New Translation』が制作され、そこで監督の富野は新たなニュータイプの理想像としてのカミーユを示した。『A New Translation』シリーズで、カミーユが精神疾患を発症することなく無限に拡大した自分のニュータイプ能力を前向きに受け入れることができた要因は、カミーユは自分が関わる事件や出来事を常によく観察しており、多くの仲間の死や戦場の悲しみを感じても、そのストレスを受け流す術を身につけただけでなく、その経験を自分の成長の糧となるものとして学習し受けとめていた。
また周囲の人間とのコミュニケーションや触れ合いを常に大事にし、宿敵シロッコに対してすらテレビ版のように存在を全否定するのではなく、人間を家畜や道具のように扱ってはならないと諭すように叫んでいる。そして何よりテレビ版のように死んでいった人々との精神的な繋がり（共感）だけでなく、ファという大事な女性の肉体的な繋がり（体感）を得たことが大きく、これによって自分の力や、戦いの中での悲劇と向き合い、乗り越える強さを得たといえる。この精神的な共感と肉体的な体感を得たカミーユのラストは、隣の人を大事にできる究極的なニュータイプと、北里大学の講演会「ニュータイプを継承するために」で富野は発言している。なお富野は今まで明確にできなかったニュータイプというテーマに『A New Translation』で「ニュータイプとは精神的、肉体的な繋がりを活かして隣人を大事にできる人」という結論が出せたとも語っている。
その他、テレビ版最終話では、排除しなければならないのは「地球の重力に魂をひかれた人々」と主張していたが、劇場版では「地球の重さ、大きさを想像できないあなたたち」と変化している。
また、Ζガンダムの総監督である富野は、月刊マガジンのインタビューにて、TV版のカミーユと新約劇場版のカミーユを比較した上で、新約劇場版のカミーユは「周りの事象に取り込まれるのではなく、その事象を自分できちんと受け止めていき、そういう現実を学習する・見つめる事を訓練し獲得したカミーユはエンディングで示すような未来をつくっていけるかもしれない」と語った。そして、ニュータイプとして先輩であるアムロやシャアについては逆襲のシャアで彼らの悲劇が見えると言い、「彼等は学習してないから結局はオールドタイプとして死んでいかなければならない。歳を取るとは過酷であり、若い時にそこまでのフィーリングを付けられなかった」と評価している。

## 主な搭乗機
- RX-178 ガンダムMk-II（グリプス戦役前半メインパイロット。Ζガンダム受領後はエマ・シーンに譲渡）
- MSZ-006 Ζガンダム（グリプス戦役後半メインパイロット）
- RMS-099 リック・ディアス（テレビ版で、カツ・コバヤシがガンダムMk-IIで無断出撃した際に一時的に搭乗）

## 搭乗艦
- アーガマ
- アウドムラ
- アレキサンドリア （一時的に搭乗）[30]
- ラビアンローズ （一時的に搭乗）[30]

## 逸話
設定画にて、監督の富野からは「中性的で美しい少年」との作画指示がされた。安彦良和からも「アムロより美少年」「年齢よりおさな顔です。これも意図的」と注釈している。
カミーユは物語当初、名前にコンプレックスを持っており、「女のような名前」とつぶやいたジェリド・メサに殴りかかっている。その後、ほかにそれ以外の理由でも突発的に感情が高ぶり年長者に殴りかかる場面が劇中2回ある。その相手はクワトロ・バジーナとウォン・リーの2人である。しかし、ウォンは拳法の使い手であるため、カミーユから殴りかかられたものの避けてみせ、逆に返り討ちにしている。さらに自らを尋問・恫喝したMPマトッシュをMk-IIのバルカンポッドで威嚇射撃するなど、激情的な面がある。
劇場版公開に際して監督を務めた富野を迎えたインタビュー記事によると、テレビ版のカミーユに対し否定的な意見が当時の視聴者には多かったが、しかし近年ではカミーユのように感受性が強く、激情的で情緒不安定な子供もいる。そのためにカミーユに感情移入する視聴者は少なくはないとし、この社会的な現象を見て富野は「カミーユの受けとめ方を半歩ずらし健やかにすることで、そういう子供たちに対してのメッセージを送るために、新訳Ζのカミーユの解釈を変えた」と語っている。
なお、カミーユを演じた声優の飛田展男は、カミーユは「普通の少年」で、「劇場版では普通の少年なんだなというのが、テレビシリーズの時以上にはっきりしたと思う」と語っている。

### カミーユの名の性別について
カミーユの名前の由来は、フランスのカミーユ・クローデルがモデルであると監督の富野は語っている。ただし表記は「Camille」である。
「Camille」は1960年代以降は女性名としても一般的になっている（カミーユおよびfr:Camilleを参照、また外部サイトとして男性名の例と女性名の例の命名統計の推移も参照されたい）。
劇中において他人のジェリド・メサより「女の名前か」といった指摘こそ受けたものの、結局のところカミーユが自分自身で「女性的な名前」だと勝手に思い込んでしまっているだけなのだと富野はインタビューで説明しており、その意図も作中の描写だけではなかなか理解されなかったとも語っている。

## 評価
2018年にNHK BSプレミアムで発表された「全ガンダム大投票 40th」では、作品別キャラクターランキングで4位ランクインした。